# Hory Hostýnské
Hory Hostýnské – czechosłowacka organizacja antykomunistyczna w latach powojennych.
Organizacja powstała pod koniec czerwca 1948 r. z inicjatywy Josefa Čuby, Ladislava Smékala, Antonína Kohouta i Jaroslava Rajnocha. Główną rolę odgrywał początkowo J. Čuba. W jej skład weszli b. partyzanci z okresu okupacji niemieckiej (m.in. Vladimír Krejčík, por. Rudolf Sachr). Wkrótce wojskowym szefem organizacji został Vlastimil Janáček. Organizacja działała na obszarze kraju zlińskiego. Nawiązała kontakt z emigracyjną Radą Narodową. Współpracowano też z oddziałem partyzanckim Viliama Žingora, a także za pośrednictwem Rudolfa Lenharda z inną organizacją antykomunistyczną "Světlana". Nie doszło jednak do bardziej skoordynowanej działalności.
W połowie 1949 r. czechosłowackie służby bezpieczeństwa StB aresztowały jednego z członków organizacji Ludvíka Špunara. Po brutalnym śledztwie wydał on pozostałych. Dzięki temu StB aresztowała około 20 członków organizacji, zaś na pocz. września tego roku w jej ręce wpadli J. Čuba, L. Smékal i A. Kohout. Na czele organizacji stanął Jaroslav Pospíšil. Aresztowano go i pozostałych członków organizacji na początku 1951 r.